# Polionycta
Polionycta là một chi bướm đêm thuộc họ Noctuidae.